# Michel Souriau
Michel Souriau (Lilla, 13 marzo 1891 – Aix-en-Provence, 15 aprile 1986) è stato un filosofo francese, professore di filosofia, decano della Facoltà di Lettere di Nancy fu rettore delle Académies di Lilla e di Rennes.

## Biografia
Ha frequentato il lycée della sua città per trasferirsi in seguito all'ENS di Parigi (dal 1909). Agregé de philosophie ha insegnato nel Liceo francese di Magonza (1919) per poi completare i suoi studi in Germania, dove rimase fino al 1921. Fu in seguito professore all'Institut Français di Madrid (1921-22) e nei licei di Annecy (1922-25) e di Nancy (1925-29), per approdare infine all'Università di Nancy (dove resta dal 1929 al 1938). Rettore dell'Accadémie di Rennes (1941-43) e di Lilla (1943-55), fu anche maître de conférences alla Sorbonne (1943-46). È il fratello del più noto Étienne Souriau (1892-1979).
Partecipò attivamente alla rivista Recherches philosophiques dal 1934 al 1939 e ha collaborato con le più importanti riviste di filosofia del suo tempo.
Fu nominato cavaliere della Legion d'onore e fu insignito della Croix de Guerre 1914-1918.

## Opere
- Notions de sociologie appliquee a la morale et a l'education : deuxième annee des Ecoles Normales, Paris, Nathan, 1920;
- La Fonction pratique de la finalité (tesi principale per il doctorat ès lettres, presentata alla Facoltà di Lettere dell'Università di Parigi), Paris, Alcan, 1925;
- Le Jugement réfléchissant dans la philosophie critique de Kant (tesi complementare), Paris, Alcan, 1926;
- Le Temps, Paris, Alcan, 1937;
- Éthique transréelle, Paris, Minuit, 1961.

## Articoli
- Causalité et finalité sociale. Trois leçons d'introduction à un cours de Sociologie (I. Introduction; II. Le socialisme de Durkheim; III. La sociologie des buts extérieurs), in "Revue des cours et conférences", vol. 30 (1928-1929), pp. 289-298 ; 543-553 ; 749-758;
- Qu'est-ce qu'une philosophie chrétienne?, in "Revue de Métaphysique et de Morale", a. 39 (3), 1932, pp. 353-385;
- La matière et le concret, «Recherches philosophiques», vol. II (1932-1933), pp. 81-111;
- La Matière, la Lettre et le Verbe, «Recherches philosophiques», vol. III, (1933-1934), pp. 89-124;
- La mystique de la joie, «Recherches philosophiques», vol. IV, (1934-1935), P. 165-208;
- Metaphysiques nouvelles et critique (intervention au 1er Congrès National des Sociétés Françaises de Philosophie. Marseille — 21-23 Avril 1938), in "Les Études Philosophiques", a. XI, n. 3/4, dec. 1937, pp. 85-89;
- Introduction au symbolisme mathématique (con A. Leclère), "Revue Philosophique de la France et de l'Etranger", t. CXXV, 1938, pp. 363-405;
- Précarité de l'Univers, in Travaux du Deuxième Congrès des Sociétés de Philosophie Françaises et de Langue française (Lyon 13-15 Avril 1939), Lyon, Impr. G. Neveu, 1939, pp. 75-80;
- Le Mystère de Mallarmé (conférence prononcée à l'Université populaire de Lille, le 30 janvier 1955), in Revue des sciences humaines, 1955;
- Les unités stylistiques, in "Revue d'esthétique", XIII (2), avr-juin 1960, pp. 237-244.
- Sur une philosophie, in "Revue Philosophique de la France et de l'Etranger", n. 152, 1962, pp. 341-344;
- L'ataraxie, in "Revue Philosophique de la France et de l'Etranger", n. 159, 1969, pp. 231-241;

## Prefazioni
- Marcel Victor, De l'activité purement immanente (essai sur la connaissance), Paris, Vrin, 1933 (Préface de M. Souriau);

## Recensioni
- Santino Caramella, Senso comune, teoria e pratica, «Recherches philosophiques», vol. III, (1933-1934), p. 425;
- P. Archambault, Témoins du spirituel, «Recherches philosophiques», vol. III (1933-1934), p. 470;
- Eugène Dupréel, Traité de morale, «Recherches philosophiques», vol. III (1933-1934), p. 471;
- Philosophie moderne (sez.), «Recherches philosophiques», vol. III (1933-1934), pp. 528-540;
- Henri Delacroix, Les grandes formes de la vie mentale, «Recherches philosophiques», vol. IV, (1934-1935), pp. 418-419;
- Henri Delacroix, L'enfant et le langage, «Recherches philosophiques», vol. IV, (1934-1935), pp. 420;
- Gaston Bachelard, Le nouveau esprit scientifique, «Recherches philosophiques», vol. IV, (1934-1935), pp. 440-441;
- Compte-rendus et Revues générales (sez: Philosophie générale, Psychologie et Esthétique, Morale et Sociologie), «Recherches philosophiques», t. VI (1936-1937), pp. 385-391, 397-409, 413-415;

## Traduzioni
- Foot, Stephen, Ma vie a commencé hier (trad. de l'anglais par Élise, Jean Picard et Michel Souriau), Paris, Plon, 1935;